# Сигла
Си́гла хране́ния — специализированный термин из области библиотечного дела, обозначающий буквенно-цифровое наименование (шифр, инвентарный номер) книги (документа), предназначенное для упрощения поиска книг (документов) в обширных книгохранилищах.
Могут быть основными и ступенчатыми в зависимости от глубины и ширины идентификации.